# Niphona hepaticolor
Niphona hepaticolor là một loài bọ cánh cứng trong họ Cerambycidae.